# Tutta vera
Tutta vera è un singolo del duo musicale italiano Santi Francesi, pubblicato il 14 giugno 2024.

## Descrizione
Il brano, scritto Alessandro De Santis, Mario Lorenzo Francese e Luigi De Crescenzo, è prodotto dallo stesso duo musicale con Enrico Brun.

## Video musicale
Il video musicale, diretto da Michele Formica, è stato pubblicato in concomitanza all'uscita del brano attraverso il canale YouTube del duo.

## Tracce
Testi e musiche di Alessandro De Santis, Mario Lorenzo Francese, Luigi De Crescenzo.
1. Tutta vera – 3:19